# Pollenzo
Pollenzo (Polens en lengua  piemontese), es una localidad del municipio italiano de Bra, en la provincia de Cuneo (Piamonte). Es la sede principal de la Universidad de Ciencias Gastronómicas. Esta hermanado con el barrio de santian en la localidad de Los Corrales de Buelna (Cantabria)

## Historia

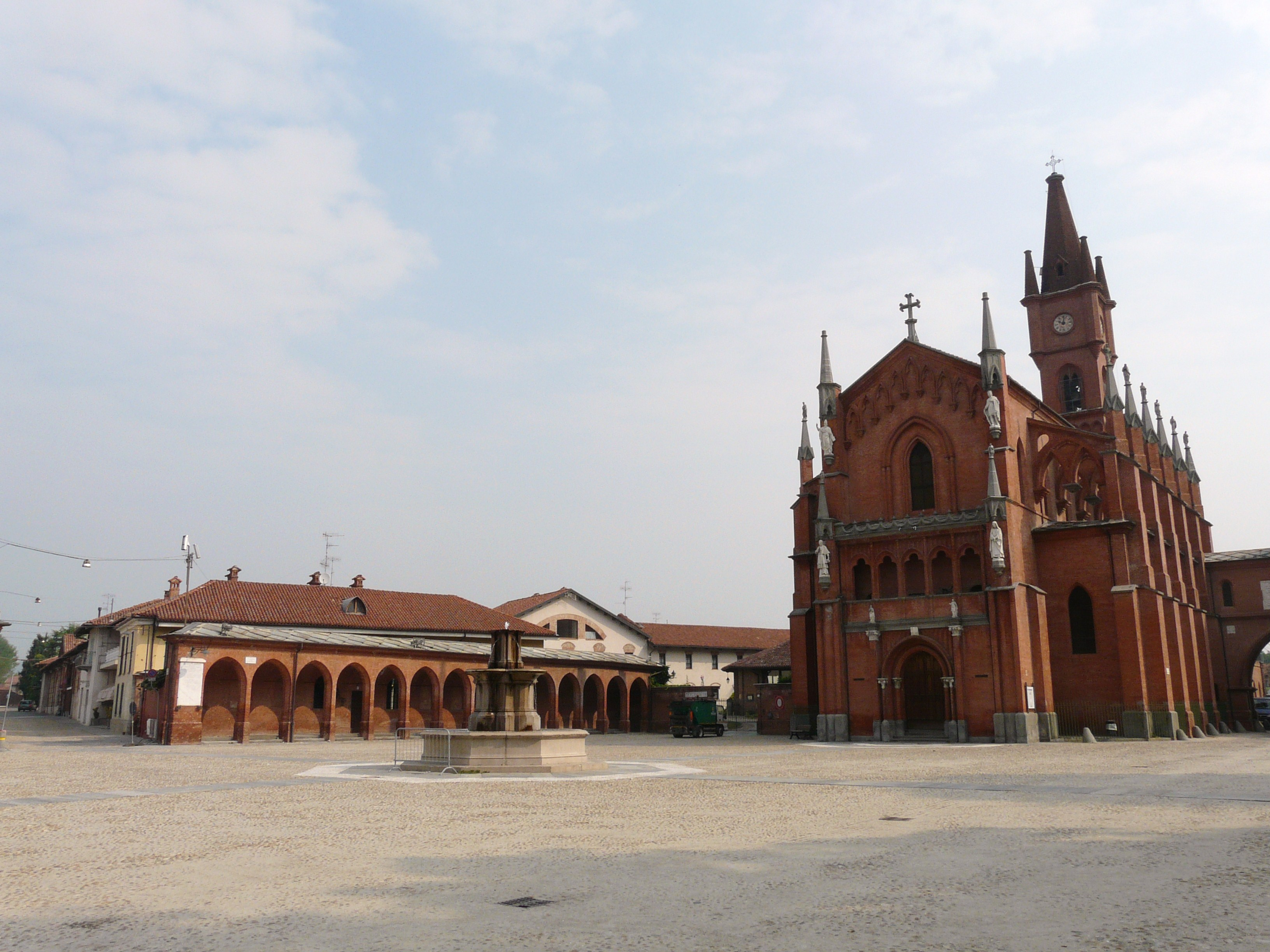
La iglesia de San Vittore en Pollenzo

La antigua Pollenzo, la ciudad romana de Pollentia, ya citada por Plinio el Viejo, fue fundada en el siglo II a. C. en la ribera izquierda del río Tanaro. 
En la antigüedad, Pollentia estaba en el territorio de los ligures Statielli, Augusta Bagiennorum (modernamente, Roncaglia en el municipio de Bene Vagienna) a 16 kilómetros al sur. Su posición en la vía desde Augusta Taurinorum (moderno Turín) en la costa en Vada Sabatia (moderno Vado Ligure, cerca de Savona), en el punto de divergencia de una vía hacia Hasta (moderno Asti) le confirió importancia militar. Décimo Bruto consiguió ocuparla una hora antes que Marco Antonio en el año 43 a. C.; y fue aquí donde Estilicón el 29 de marzo de 403 peleó en la batalla de Pollentia con Alarico que aunque indecisa, llevó a que los godos evacuaran Italia. 
El lugar era famoso por su lana marrón, y por su cerámica. Según la Enciclopedia Británica de 1911, considerables restos de antiguos edificios, incluyendo un anfiteatro, un teatro y un templo aún existían, aunque el llamado templo de Diana era más probablemente una tumba.
El rey de Cerdeña Carlos Alberto de Saboya promovió una gran transformación del pueblo de Pollenzo y del castillo homónimo entre el año 1832 y el 1848. En 1946 el rey Víctor Manuel III abdicó el 9 de mayo y asumió el título de Conde de Pollenzo.

## Lugares de interés
El principal lugar de interés de Pollenzo es el castillo o Finca Pollenzo, declarada patrimonio de la Humanidad junto con otras Residencias de la casa real de Saboya y en la que se encuentra la Universidad de las Ciencias Gastronómicas, impulsada por el movimiento Slow Food.